# Żółwino (powiat kamieński)

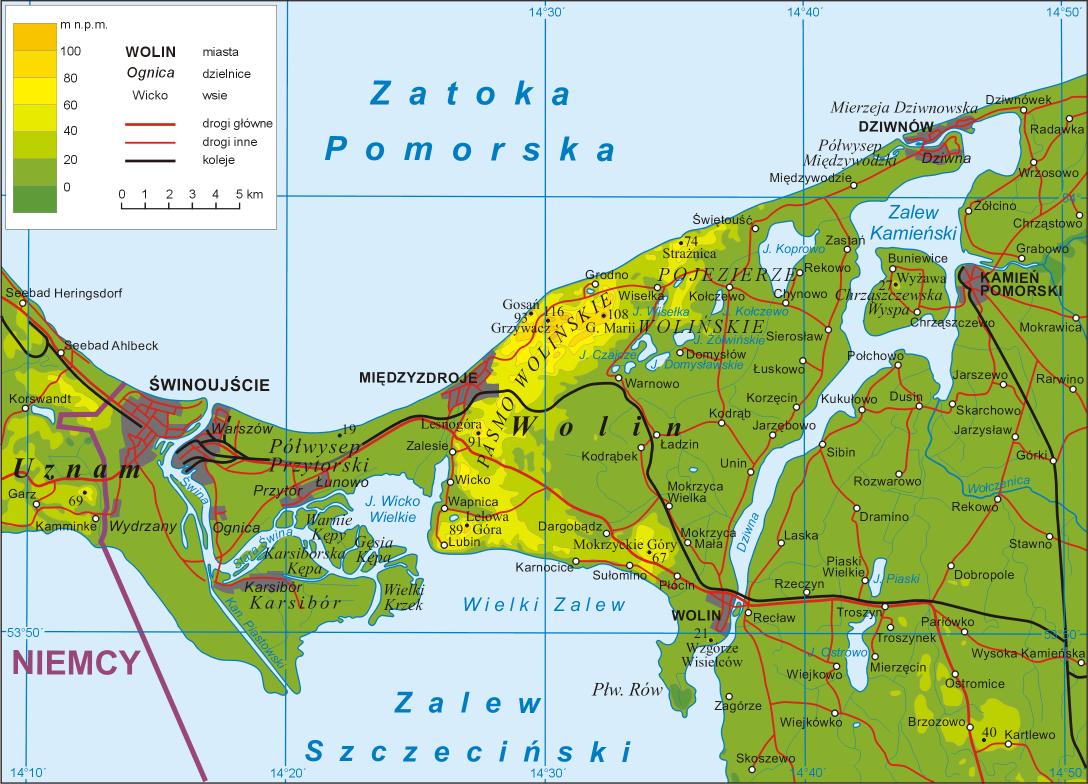
Mapa wyspy Wolin z Żółwinem

Żółwino – wieś w Polsce położona w województwie zachodniopomorskim, w powiecie kamieńskim, w gminie Wolin pobliżu Jeziora Żółwińskiego. 
W latach 1975–1998 miejscowość administracyjnie należała do woj. szczecińskiego.